# Tomeu Rigo
Tomeu Rigo Gual (Campos (Espanha), 5 de maio de 1997) é um basquetebolista profissional espanhol que atualmente defende o Baloncesto Sevilla na Liga Endesa.